# Younès Belhanda
Younès Belhanda (Avignone, 25 febbraio 1990) è un calciatore francese naturalizzato marocchino, centrocampista dell'Al-Shamal.

## Caratteristiche tecniche
Younes può essere schierato come trequartista o seconda punta, ma può coprire anche il ruolo di centrocampista centrale o ala. Abile nei dribbling e nel controllo di palla, nel suo repertorio c'è il doppio passo. Belhanda è elegante nel movimento, nell'esecuzione, ed è dotato di un'ottima tecnica. Il fantasista è noto per i calci di rigore alla Panenka.

## Carriera

### Club
Younès Belhanda, di origini marocchine, è cresciuto calcisticamente nel Montepellier: dal 2007 al 2009 ha giocato nella seconda squadra, totalizzando 150 presenze e una rete. Nel 2009 è poi passato alla prima squadra, facendo il suo esordio nel campionato francese 2009-10.
Il 9 dicembre 2011 è stato eletto miglior giocatore del mese di novembre della Ligue 1, mentre nel maggio 2012 è stato votato miglior giovane del campionato e ha vinto lo scudetto: nel corso della stagione ha disputato 28 partite segnando 12 reti.
Il 1º luglio 2013 viene ufficializzato il suo passaggio alla Dinamo Kiev con la sottoscrizione di un contratto quinquennale. Il giocatore, trasferitosi alla nuova squadra per una cifra stimata intorno ai 10 milioni di euro, è stato presentato ai tifosi insieme a Dieumerci Mbokani e a Jeremain Lens durante l'intervallo di un'amichevole contro lo Zenit San Pietroburgo.
Il 10 marzo 2021 è stato licenziato dal Galatasaray per essersi lamentato delle condizioni del campo da gioco e di aver commentato in modo inappropriato il lavoro dei dirigenti del club che secondo lui pensavano più ai social netwoork che al loro lavoro.
Il 1º luglio 2021 firma per l'Adana Demirspor.

### Nazionale

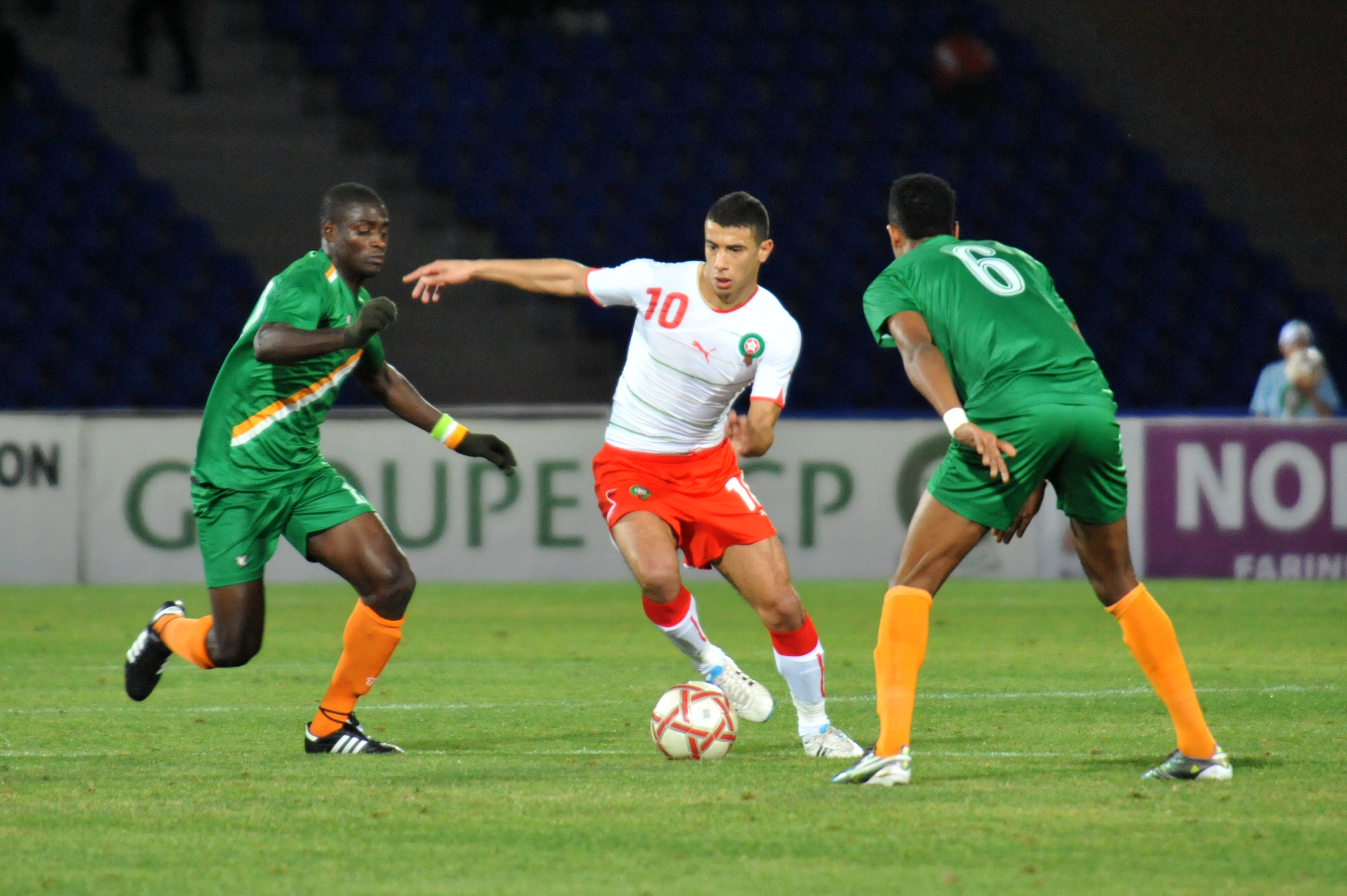
Belhanda in azione con la maglia della Nazionale Marocchina nel 2011

Dopo aver disputato 4 partite con la Nazionale under-20 francese, grazie al doppio passaporto il 17 novembre 2010 ha esordito ufficialmente nella Nazionale marocchina in amichevole a Belfast contro l'Irlanda del Nord. Con la nazionale ha totalizzato 5 gol.

## Statistiche

### Presenze e reti nei club
Statistiche aggiornate al 16 marzo 2020.
| Stagione               | Squadra                | Campionato             | Campionato | Campionato | Coppe nazionali | Coppe nazionali | Coppe nazionali | Coppe continentali | Coppe continentali | Coppe continentali | Altre coppe | Altre coppe | Altre coppe | Totale | Totale |
| Stagione               | Squadra                | Comp                   | Pres       | Reti       | Comp            | Pres            | Reti            | Comp               | Pres               | Reti               | Comp        | Pres        | Reti        | Pres   | Reti   |
| ---------------------- | ---------------------- | ---------------------- | ---------- | ---------- | --------------- | --------------- | --------------- | ------------------ | ------------------ | ------------------ | ----------- | ----------- | ----------- | ------ | ------ |
| 2009-2010              | Montpellier            | L1                     | 33         | 1          | CF+CdL          | 0+1             | 0               |                    | -                  | -                  |             | -           | -           | 34     | 1      |
| 2010-2011              | Montpellier            | L1                     | 36         | 3          | CF+CdL          | 0+4             | 0               | UEL                | 2                  | 0                  |             | -           | -           | 42     | 3      |
| 2011-2012              | Montpellier            | L1                     | 28         | 12         | CF+CdL          | 2+1             | 1+0             |                    | -                  | -                  |             | -           | -           | 31     | 13     |
| 2012-2013              | Montpellier            | L1                     | 30         | 10         | CF+CdL          | 0+1             | 0               | UCL                | 6                  | 2                  | SF          | 0           | 0           | 37     | 12     |
| Totale Montpellier     | Totale Montpellier     | Totale Montpellier     | 127        | 26         |                 | 9               | 1               |                    | 8                  | 2                  |             | 0           | 0           | 144    | 29     |
| 2013-2014              | Dinamo Kiev            | PL                     | 22         | 6          | CU              | 3               | 0               | UEL                | 8                  | 1                  | -           | -           | -           | 33     | 7      |
| 2014-2015              | Dinamo Kiev            | PL                     | 24         | 2          | CU              | 7               | 1               | UEL                | 9                  | 1                  | SU          | 1           | 0           | 41     | 4      |
| lug.-2015 gen. 2016    | Dinamo Kiev            | PL                     | 10         | 0          | CU              | 2               | 0               | UCL                | 2                  | 0                  | SU          | 0           | 0           | 14     | 0      |
| Totale Dinamo Kiev     | Totale Dinamo Kiev     | Totale Dinamo Kiev     | 56         | 8          |                 | 12              | 1               |                    | 19                 | 2                  |             | 1           | 0           | 88     | 11     |
| gen.- giu. 2016        | Schalke 04             | BL                     | 15         | 2          | CG              | 0               | 0               | UEL                | 2                  | 0                  | -           | -           | -           | 17     | 2      |
| 2016-2017              | Nizza                  | L1                     | 31         | 3          | CdF+CdL         | 0               | 0               | UEL                | 5                  | 0                  | -           | -           | -           | 36     | 3      |
| 2017-2018              | Galatasaray            | SL                     | 30         | 3          | CT              | 4               | 0               | UEL                | 1                  | 0                  | -           | -           | -           | 35     | 3      |
| 2018-2019              | Galatasaray            | SL                     | 24         | 4          | CT              | 4               | 0               | UCL+UEL            | 4+2                | 0                  | ST          | 1           | 0           | 35     | 4      |
| 2019-2020              | Galatasaray            | SL                     | 23         | 5          | CT              | 5               | 1               | UCL                | 4                  | 0                  | ST          | 1           | 1           | 33     | 7      |
| 2020-2021              | Galatasaray            | SL                     | 22         | 6          | TK              | 3               | 1               | UEL                | 3                  | 1                  | -           | -           | -           | 28     | 8      |
| Totale Galatasaray     | Totale Galatasaray     | Totale Galatasaray     | 99         | 18         |                 | 16              | 2               |                    | 14                 | 1                  |             | 2           | 1           | 131    | 22     |
| 2021-2022              | Adana Demirspor        | SL                     | 22         | 3          | TK              | 2               | 1               | -                  | -                  | -                  | -           | -           | -           | 24     | 4      |
| 2022-2023              | Adana Demirspor        | SL                     | 30         | 12         | TK              | 0               | 0               | -                  | -                  | -                  | -           | -           | -           | 30     | 12     |
| Totale Adana Demirspor | Totale Adana Demirspor | Totale Adana Demirspor | 52         | 15         |                 | 2               | 1               |                    | -                  | -                  |             | -           | -           | 54     | 16     |
| Totale carriera        | Totale carriera        | Totale carriera        | 351        | 70         |                 | 35              | 5               |                    | 48                 | 5                  |             | 3           | 0           | 437    | 80     |

### Cronologia presenze e reti in nazionale
| Cronologia completa delle presenze e delle reti in nazionale ― Marocco | Cronologia completa delle presenze e delle reti in nazionale ― Marocco | Cronologia completa delle presenze e delle reti in nazionale ― Marocco | Cronologia completa delle presenze e delle reti in nazionale ― Marocco | Cronologia completa delle presenze e delle reti in nazionale ― Marocco | Cronologia completa delle presenze e delle reti in nazionale ― Marocco | Cronologia completa delle presenze e delle reti in nazionale ― Marocco | Cronologia completa delle presenze e delle reti in nazionale ― Marocco |
| Data                                                                   | Città                                                                  | In casa                                                                | Risultato                                                              | Ospiti                                                                 | Competizione                                                           | Reti                                                                   | Note                                                                   |
| ---------------------------------------------------------------------- | ---------------------------------------------------------------------- | ---------------------------------------------------------------------- | ---------------------------------------------------------------------- | ---------------------------------------------------------------------- | ---------------------------------------------------------------------- | ---------------------------------------------------------------------- | ---------------------------------------------------------------------- |
| 17-11-2010                                                             | Belfast                                                                | Irlanda del Nord                                                       | 1 – 1                                                                  | Marocco                                                                | Amichevole                                                             | -                                                                      | 75’                                                                    |
| 9-2-2011                                                               | Marrakech                                                              | Marocco                                                                | 3 – 0                                                                  | Niger                                                                  | Amichevole                                                             | -                                                                      | 55’ 76’                                                                |
| 27-3-2011                                                              | Annaba                                                                 | Algeria                                                                | 1 – 0                                                                  | Marocco                                                                | Qual. Coppa d'Africa 2012                                              | -                                                                      | 90+1’                                                                  |
| 4-6-2011                                                               | Marrakech                                                              | Marocco                                                                | 4 – 0                                                                  | Algeria                                                                | Qual. Coppa d'Africa 2012                                              | -                                                                      |                                                                        |
| 10-8-2011                                                              | Dakar                                                                  | Senegal                                                                | 0 – 2                                                                  | Marocco                                                                | Amichevole                                                             | -                                                                      | 65’                                                                    |
| 4-9-2011                                                               | Bangui                                                                 | Rep. Centrafricana                                                     | 0 – 0                                                                  | Marocco                                                                | Qual. Coppa d'Africa 2012                                              | -                                                                      |                                                                        |
| 9-10-2011                                                              | Marrakech                                                              | Marocco                                                                | 3 – 1                                                                  | Tanzania                                                               | Qual. Coppa d'Africa 2012                                              | -                                                                      |                                                                        |
| 11-11-2011                                                             | Marrakech                                                              | Marocco                                                                | 0 – 1                                                                  | Uganda                                                                 | Amichevole                                                             | -                                                                      | 67’                                                                    |
| 13-11-2011                                                             | Marrakech                                                              | Marocco                                                                | 1 – 1                                                                  | Camerun                                                                | Amichevole                                                             | -                                                                      | 46’                                                                    |
| 23-1-2012                                                              | Libreville                                                             | Marocco                                                                | 1 – 2                                                                  | Tunisia                                                                | Coppa d'Africa 2012 - 1º turno                                         | -                                                                      |                                                                        |
| 27-1-2012                                                              | Libreville                                                             | Gabon                                                                  | 3 – 2                                                                  | Marocco                                                                | Coppa d'Africa 2012 - 1º turno                                         | -                                                                      | 54’                                                                    |
| 31-1-2012                                                              | Libreville                                                             | Niger                                                                  | 0 – 1                                                                  | Marocco                                                                | Coppa d'Africa 2012 - 1º turno                                         | 1                                                                      | 90+3’                                                                  |
| 25-5-2012                                                              | Marrakech                                                              | Marocco                                                                | 0 – 1                                                                  | Senegal                                                                | Amichevole                                                             | -                                                                      | 68’                                                                    |
| 2-6-2012                                                               | Banjul                                                                 | Gambia                                                                 | 1 – 1                                                                  | Marocco                                                                | Qual. Mondiali 2014                                                    | -                                                                      |                                                                        |
| 9-9-2012                                                               | Maputo                                                                 | Mozambico                                                              | 2 – 0                                                                  | Marocco                                                                | Qual. Coppa d'Africa 2013                                              | -                                                                      | 87’                                                                    |
| 13-10-2012                                                             | Marrakech                                                              | Marocco                                                                | 4 – 0                                                                  | Mozambico                                                              | Qual. Coppa d'Africa 2013                                              | -                                                                      | 67’                                                                    |
| 14-11-2012                                                             | Casablanca                                                             | Marocco                                                                | 0 – 1                                                                  | Togo                                                                   | Amichevole                                                             | -                                                                      | 46’                                                                    |
| 8-1-2013                                                               | Johannesburg                                                           | Zambia                                                                 | 0 – 0                                                                  | Marocco                                                                | Amichevole                                                             | -                                                                      | 46’                                                                    |
| 19-1-2013                                                              | Johannesburg                                                           | Angola                                                                 | 0 – 0                                                                  | Marocco                                                                | Coppa d'Africa 2013 - 1º Turno                                         | -                                                                      | 64’ 77’                                                                |
| 23-1-2013                                                              | Durban                                                                 | Marocco                                                                | 1 – 1                                                                  | Capo Verde                                                             | Coppa d'Africa 2013 - 1º Turno                                         | -                                                                      | 62’ 65’                                                                |
| 15-6-2013                                                              | Marrakech                                                              | Marocco                                                                | 2 – 0                                                                  | Gambia                                                                 | Qual. Mondiali 2014                                                    | 1                                                                      |                                                                        |
| 14-8-2013                                                              | Tangeri                                                                | Marocco                                                                | 1 – 2                                                                  | Burkina Faso                                                           | Amichevole                                                             | -                                                                      | 46’                                                                    |
| 7-9-2013                                                               | Abidjan                                                                | Costa d'Avorio                                                         | 1 – 1                                                                  | Marocco                                                                | Qual. Mondiali 2014                                                    | -                                                                      | 80’                                                                    |
| 11-10-2013                                                             | Agadir                                                                 | Marocco                                                                | 1 – 1                                                                  | Sudafrica                                                              | Amichevole                                                             | -                                                                      | 74’                                                                    |
| 23-5-2014                                                              | Faro                                                                   | Mozambico                                                              | 0 – 4                                                                  | Marocco                                                                | Amichevole                                                             | -                                                                      | 73’                                                                    |
| 28-5-2014                                                              | Algarve                                                                | Angola                                                                 | 2 – 0                                                                  | Marocco                                                                | Amichevole                                                             | -                                                                      | 78’                                                                    |
| 6-6-2014                                                               | Mosca                                                                  | Russia                                                                 | 2 – 0                                                                  | Marocco                                                                | Amichevole                                                             | -                                                                      | 82’                                                                    |
| 3-9-2014                                                               | Casablanca                                                             | Marocco                                                                | 0 – 0                                                                  | Qatar                                                                  | Amichevole                                                             | -                                                                      | 46’ 85’                                                                |
| 7-9-2014                                                               | Marrakech                                                              | Marocco                                                                | 3 – 0                                                                  | Libia                                                                  | Amichevole                                                             | 1                                                                      |                                                                        |
| 9-10-2014                                                              | Marrakech                                                              | Marocco                                                                | 4 – 0                                                                  | Rep. Centrafricana                                                     | Amichevole                                                             | -                                                                      | 79’                                                                    |
| 13-10-2014                                                             | Marrakech                                                              | Marocco                                                                | 3 – 0                                                                  | Kenya                                                                  | Amichevole                                                             | -                                                                      | 71’                                                                    |
| 9-10-2015                                                              | Agadir                                                                 | Marocco                                                                | 0 – 1                                                                  | Costa d'Avorio                                                         | Amichevole                                                             | -                                                                      | 73’                                                                    |
| 12-10-2015                                                             | Agadir                                                                 | Marocco                                                                | 1 – 1                                                                  | Guinea                                                                 | Amichevole                                                             | -                                                                      | 65’                                                                    |
| 29-3-2016                                                              | Marrakech                                                              | Marocco                                                                | 2 – 0                                                                  | Capo Verde                                                             | Qual. Coppa d'Africa 2017                                              | -                                                                      | 63’                                                                    |
| 8-10-2016                                                              | Franceville                                                            | Gabon                                                                  | 0 – 0                                                                  | Marocco                                                                | Qual. Mondiali 2018                                                    | -                                                                      | 78’                                                                    |
| 12-11-2016                                                             | Marrakech                                                              | Marocco                                                                | 0 – 0                                                                  | Costa d'Avorio                                                         | Qual. Mondiali 2018                                                    | -                                                                      | 29’ 46’                                                                |
| 24-3-2017                                                              | Marrakech                                                              | Marocco                                                                | 2 – 0                                                                  | Burkina Faso                                                           | Amichevole                                                             | -                                                                      | 80’ 81’                                                                |
| 31-5-2017                                                              | Agadir                                                                 | Marocco                                                                | 1 – 2                                                                  | Paesi Bassi                                                            | Amichevole                                                             | -                                                                      | 78’                                                                    |
| 10-6-2017                                                              | Yaoundé                                                                | Camerun                                                                | 1 – 0                                                                  | Marocco                                                                | Qual. Coppa d'Africa 2019                                              | -                                                                      |                                                                        |
| 1-9-2017                                                               | Rabat                                                                  | Marocco                                                                | 6 – 0                                                                  | Mali                                                                   | Qual. Mondiali 2018                                                    | -                                                                      | 90+2’                                                                  |
| 7-10-2017                                                              | Casablanca                                                             | Marocco                                                                | 3 – 0                                                                  | Gabon                                                                  | Qual. Mondiali 2018                                                    | -                                                                      | 63’                                                                    |
| 10-10-2017                                                             | Bienne                                                                 | Corea del Sud                                                          | 1 – 3                                                                  | Marocco                                                                | Amichevole                                                             | -                                                                      | 63’                                                                    |
| 11-11-2017                                                             | Abidjan                                                                | Costa d'Avorio                                                         | 0 – 2                                                                  | Marocco                                                                | Qual. Mondiali 2018                                                    | -                                                                      | 90+1’                                                                  |
| 23-3-2018                                                              | Torino                                                                 | Serbia                                                                 | 1 – 2                                                                  | Marocco                                                                | Amichevole                                                             | -                                                                      | 16’                                                                    |
| 31-5-2018                                                              | Ginevra                                                                | Marocco                                                                | 0 – 0                                                                  | Ucraina                                                                | Amichevole                                                             | -                                                                      | 64’                                                                    |
| 4-6-2018                                                               | Ginevra                                                                | Slovacchia                                                             | 1 – 2                                                                  | Marocco                                                                | Amichevole                                                             | 1                                                                      |                                                                        |
| 9-6-2018                                                               | Tallinn                                                                | Estonia                                                                | 1 – 3                                                                  | Marocco                                                                | Amichevole                                                             | 1                                                                      |                                                                        |
| 15-6-2018                                                              | San Pietroburgo                                                        | Marocco                                                                | 0 – 1                                                                  | Iran                                                                   | Mondiali 2018 - 1º turno                                               | -                                                                      |                                                                        |
| 20-6-2018                                                              | Mosca                                                                  | Portogallo                                                             | 1 – 0                                                                  | Marocco                                                                | Mondiali 2018 - 1º turno                                               | -                                                                      | 75’                                                                    |
| 25-6-2018                                                              | Kaliningrad                                                            | Spagna                                                                 | 2 – 2                                                                  | Marocco                                                                | Mondiali 2018 - 1º turno                                               | -                                                                      |                                                                        |
| 8-9-2018                                                               | Casablanca                                                             | Marocco                                                                | 3 – 0                                                                  | Malawi                                                                 | Qual. Coppa d'Africa 2019                                              | -                                                                      |                                                                        |
| 16-11-2018                                                             | Casablanca                                                             | Marocco                                                                | 2 – 0                                                                  | Camerun                                                                | Qual. Coppa d'Africa 2019                                              | -                                                                      | 46’                                                                    |
| 26-3-2019                                                              | Tangeri                                                                | Marocco                                                                | 0 – 1                                                                  | Argentina                                                              | Amichevole                                                             | -                                                                      | 7’ 87’                                                                 |
| 12-6-2019                                                              | Marrakech                                                              | Marocco                                                                | 0 – 1                                                                  | Gambia                                                                 | Amichevole                                                             | -                                                                      | 46’                                                                    |
| 16-6-2019                                                              | Marrakech                                                              | Marocco                                                                | 2 – 3                                                                  | Zambia                                                                 | Amichevole                                                             | -                                                                      | 75’                                                                    |
| 28-6-2019                                                              | Il Cairo                                                               | Marocco                                                                | 1 – 0                                                                  | Costa d'Avorio                                                         | Coppa d'Africa 2019 - 1º turno                                         | -                                                                      |                                                                        |
| 1-7-2019                                                               | Il Cairo                                                               | Sudafrica                                                              | 0 – 1                                                                  | Marocco                                                                | Coppa d'Africa 2019 - 1º turno                                         | -                                                                      |                                                                        |
| 5-7-2019                                                               | Il Cairo                                                               | Marocco                                                                | 1 – 1 dts (1 – 4 dtr)                                                  | Benin                                                                  | Coppa d'Africa 2019 - Ottavi di finale                                 | -                                                                      | 59’                                                                    |
| 27-9-2022                                                              | Siviglia                                                               | Paraguay                                                               | 0 – 0                                                                  | Marocco                                                                | Amichevole                                                             | -                                                                      | 64’                                                                    |
| Totale                                                                 |                                                                        | Presenze                                                               | 59                                                                     |                                                                        | Reti                                                                   | 5                                                                      |                                                                        |

## Palmarès

### Club

#### Competizioni nazionali
- Campionato francese: 1

Montpellier: 2011-2012
- Campionato ucraino: 2

Dinamo Kiev: 2014-2015, 2015-2016
- Coppa d'Ucraina: 2

Dinamo Kiev:2013-2014, 2014-2015
- Campionato turco: 2

Galatasaray: 2017-2018, 2018-2019
- Coppa di Turchia: 1

Galatasaray: 2018-2019
- Supercoppa di Turchia: 1

Galatasaray: 2019

### Individuale
- Trophées UNFP du football: 3

Miglior giovane della Ligue 1: 2012
Squadra ideale della Ligue 1: 2012
Gol più bello: 2012